# CREO
Mango Man Consumer Electronics, rinominata in CREO, è un'azienda informatica fondata nel 2013 a Bangalore che progetta, sviluppa e vende prodotti elettronici e sistemi operativi. II prodotti hardware includono il dongle di streaming multimediale Teewe e lo smartphone Mark 1 che funziona su un sistema operativo proprietario basato su Android chiamato Fuel OS che si aggiorna ogni mese costruendo funzionalità da idee e suggerimenti forniti dalla sua comunità di utenti.

## Storia
CREO, precedentemente noto come Mango Man Consumer Electronics, è stato fondato da Sai Srinivas, Kiran G e Shubham Malhotra nel 2013. Il primo prodotto che hanno rilasciato è stato Teewe, un dispositivo di streaming multimediale HDMI. Nel 2016, la società ha raccolto $3 milioni da diversi investitori - tra cui Sequoia India, Beenext Ventures e gli investitori angelici Kavin Bharti Mittal e Anand Chandrasekaran - per lanciare sul mercato indiano lo smartphone Mark 1 e il sistema operativo basato su Android Fuel OS nel mercato indiano. Nel 2016, l'azienda ha aperto 150 centri di assistenza. I prodotti di CREO sono disponibili sul sito di e-commerce Flipkart e sul sito ufficiale dell'azienda.

## Prodotti

### Teewe
Il primo prodotto realizzato dalla società è il dongle per streaming multimediale wireless Teewe, che è stato rilanciato come Teewe 2 nel 2015. Il dongle consente una qualità Full HD in streaming dal computer o dal telefono al televisore. L'app dedicata Teewe per Android, iOS e Windows consente di guardare YouTube; riprodurre video, foto e brani musicali memorizzati; e ricerca universalmente attraverso tutti i contenuti memorizzati.

### Mark 1
Nel 2016 è stato lanciato lo smartphone Mark 1 che viene fornito con un sistema operativo proprietario basato su Android chiamato Fuel OS. Il suo sistema operativo è adatto anche per essere utilizzato da altri produttori di smartphone indiani locali per soddisfare gli standard e le aspettative degli utenti nel mercato degli smartphone. Il telefono è dotato di una fotocamera posteriore da 21 MP con sensore Sony Exmor IMX 230 e una fotocamera frontale Full HD da 8 MP. In termini di prestazioni, il telefono è dotato di processore True Octa-core da 1,95 GHz, 32 GB di memoria espandibile fino a 128 GB e una RAM LPDDR3 da 3 GB.

### Fuel OS
Fuel OS, il sistema operativo proprietario di Mark 1, include l'app del sistema Retriever che consente all'utente di rintracciare un telefono smarrito senza accesso a Internet. Sense è un motore di ricerca che consente agli utenti di accedere al contenuto del proprio telefono.

## Acquisizione
Nell'agosto 2017, Hike ha acquisito CREO di conseguenza ha quindi iniziato a lavorare su una piattaforma di sviluppo che consentirebbe agli sviluppatori di terze parti di creare servizi sulla piattaforma di messaggistica Hike.